# Casa de Tudor
A Casa de Tudor foi uma casa real inglesa de origem galesa, descendente dos tudores de Penmynydd. Os monarcas Tudor governaram o Reino da Inglaterra e seus reinos, incluindo seu país de Gales ancestral e o senhorio da Irlanda (mais tarde o Reino da Irlanda) de 1485 a 1603, com cinco monarcas naquele período: Henrique VII, Henrique VIII, Eduardo VI, Maria I e Isabel I. (Lady Jane Gray, indiscutivelmente rainha por 9 dias em 1553, descendente da Casa de Tudor na linha feminina.) Os Tudors sucederam a Casa de Plantageneta como governantes do Reino da Inglaterra e foram sucedidos pela Casa de Stuart. O primeiro monarca de Tudor, Henrique VII da Inglaterra, descendeu através de sua mãe de um ramo legitimado da casa real inglesa de Lancaster. A família Tudor chegou ao poder na sequência da Guerra das Rosas (1455-1487), que deixaram a Casa de Lancaster, à qual os Tudors estavam alinhados, extinta na linha masculina.
Henry Tudor, o futuro Henrique VII, conseguiu se apresentar como candidato não apenas aos apoiadores tradicionais de Lancastrian, mas também aos apoiadores descontentes de sua rival Casa de York, e ele assumiu o trono por direito de conquista. Após sua vitória na Batalha de Bosworth Field (22 de agosto de 1485), ele reforçou sua posição em 1486, cumprindo seu voto de 1483 de se casar com a princesa inglesa Isabel de York, filha de Eduardo IV, unindo simbolicamente as antigas facções em guerra sob a nova dinastia. Os Tudors estenderam seu poder para além da Inglaterra moderna, alcançando a união plena da Inglaterra e do Principado de Gales em 1542 (Leis no País de Gales Atos 1535 e 1542), e com êxito afirmando a autoridade inglesa sobre o Reino da Irlanda (proclamada pela Lei da Coroa da Irlanda 1542). Eles também mantiveram a reivindicação nominal inglesa ao Reino da França; embora nenhum deles tenha feito substância disso, Henrique VIII travou guerras com a França tentando recuperar esse título. Depois dele, sua filha Maria I perdeu o controle de todo o território da França permanentemente com a queda de Calais em 1558 .
No total, os monarcas Tudor governaram seus domínios por pouco mais de um século. Henrique VIII ( r.1509-1547) foi o único filho de Henrique VII a viver até a maturidade. Questões relacionadas à sucessão real (incluindo casamento e direitos de sucessão de mulheres) tornaram-se importantes temas políticos durante a era Tudor. Quando Isabel I morreu sem herdeiro, a Casa Escocesa de Stuart substituiu os Tudors como a família real da Inglaterra através da União das Coroas de 24 de março de 1603. O primeiro Stuart a se tornar rei da Inglaterra (r.1603-1625), Jaime VI e, descendente da filha de Henrique VII, Margarida Tudor, que em 1503 se casara com o rei Jaime IV da Escócia em conformidade com o Tratado de Paz Perpétua de 1502 .

## Origem

Brasão de armas da Inglaterra durante o período Tudor

No século XV viveu Owen Tudor (1400-1461), filho de Meredith Tudor. Este casou-se com Catarina de Valois, princesa de França e viúva de Henrique V de Inglaterra.
Desta união nasceu Edmundo Tudor, Conde de Richmond, que se casou com Margarida Beaufort, bisneta de João de Gante. Ambos foram pais do rei Henrique VII, cujas pretensões ao trono se baseavam no facto de ser tetaraneto do rei Eduardo III, embora por duvidosas vias femininas e ilegítimas. Para cimentar a sua posição, o primeiro soberano Tudor casou-se com Isabel de Iorque, filha do penúltimo rei da Casa de Iorque, Eduardo IV.
A Casa de Tudor governou a Inglaterra durante um período relativamente pacífico, depois de diversas guerras com a Escócia, da Guerra dos Cem Anos e da Guerra das Rosas. A economia e o comércio prosperaram apesar dos conflitos internos que marcaram este período, resultantes do repúdio da autoridade papal da Igreja Católica Romana e da fundação da Igreja Anglicana chefiada pelo próprio rei. Era o início dos movimentos protestantes na Europa, por altura do fim do reinado de Isabel I, a última monarca Tudor, a Inglaterra se tornou uma das principais potências europeias.
A última monarca Tudor foi Isabel I, que foi sucedida após sua morte em 1603 pelo rei da Escócia, Jaime, um membro da Casa de Stuart, filho da prima de Isabel, Maria da Escócia, que foi executada por ordens da prima. A partir de então e até os dias de hoje, Inglaterra e Escócia formam uma união pessoal, o que emerge para a Grã-Bretanha .

## Henrique VII: o patriarca Tudor

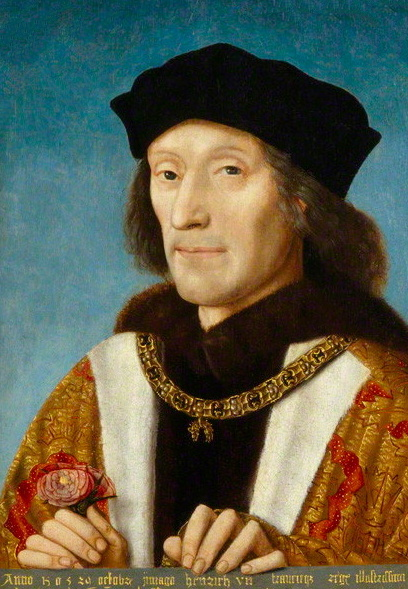
Rei Henrique VII, o fundador da casa real de Tudor.

Ao se tornar rei em 1485, Henrique VII se moveu rapidamente para garantir seu domínio no trono. Em 18 de janeiro de 1486 em Westminster, ele honrou a promessa feita há três anos e se casou com Isabel de York, (filha do rei Eduardo IV). Eles eram primos de terceiro grau, pois ambos eram tataranetos de João de Gante. O casamento unificou as casas em guerra de Lancaster e York e deu aos filhos do casal uma forte reivindicação ao trono. A unificação das duas casas através deste casamento é simbolizada pelo emblema heráldico da rosa Tudor, uma combinação da rosa branca de York e da rosa vermelha de Lancaster .
Henrique VII e Isabel de York tiveram vários filhos, quatro dos quais sobreviveram à infância:
- Arthur, príncipe de Gales (nascido em 1486, falecido em 1502)
- Henrique VIII (nascido em 1491, falecido em 1547)
- Margarida Tudor (nascida em 1489, falecida em 1541), que se casou com Jaime IV da Escócia
- Maria Tudor (nascida em 1496, falecida em 1533), que se casou com Luís XII da França

A política externa de Henrique VII tinha um objetivo de segurança dinástica: testemunhar a aliança forjada com o casamento em 1503 de sua filha Margarida para Jaime IV da Escócia e através do casamento de seu filho mais velho. Em 1501, Henrique VII casou seu filho Arthur com Catarina de Aragão, consolidando uma aliança com os monarcas espanhóis, Fernando II de Aragão e Isabel I de Castela. Os noivos passaram a lua de mel no Castelo de Ludlow, a sede tradicional do Príncipe de Gales. No entanto, quatro meses após o casamento, Arthur morreu, deixando seu irmão mais novo Henrique como herdeiro aparente. Henrique VII adquiriu uma dispensação papal permitindo que o príncipe Henrique se casasse com a viúva de Arthur; no entanto, Henrique VII atrasou o casamento.
Henrique VII limitou seu envolvimento na política europeia. Ele entrou em guerra apenas duas vezes: uma vez em 1489, durante a crise bretã e a invasão da Bretanha, e em 1496-1497 em vingança pelo apoio escocês a Perkin Warbeck e pela invasão escocesa no norte da Inglaterra. Henrique VII fez as pazes com a França em 1492 e a guerra contra a Escócia foi abandonada por causa da rebelião ocidental de 1497. Henrique VII entrou em paz com Jaime IV em 1502, abrindo caminho para o casamento de sua filha Margarida.
Uma das principais preocupações de Henrique VII durante seu reinado foi a recompilação dos fundos no tesouro real. A Inglaterra nunca fora um dos países europeus mais ricos e, depois da Guerra das Rosas, isso era ainda mais verdadeiro. Através de sua estrita estratégia monetária, ele conseguiu deixar uma quantia considerável de dinheiro no Tesouro para seu filho e sucessor, Henrique VIII. Embora se discuta se Henrique VII era um grande rei, ele certamente foi bem-sucedido, apenas porque restaurou as finanças da nação, fortaleceu o sistema judicial e negou com sucesso todos os outros requerentes ao trono, garantindo-o ainda mais ao seu herdeiro .

## Henrique VIII: 38 anos de reinado, 6 casamentos.

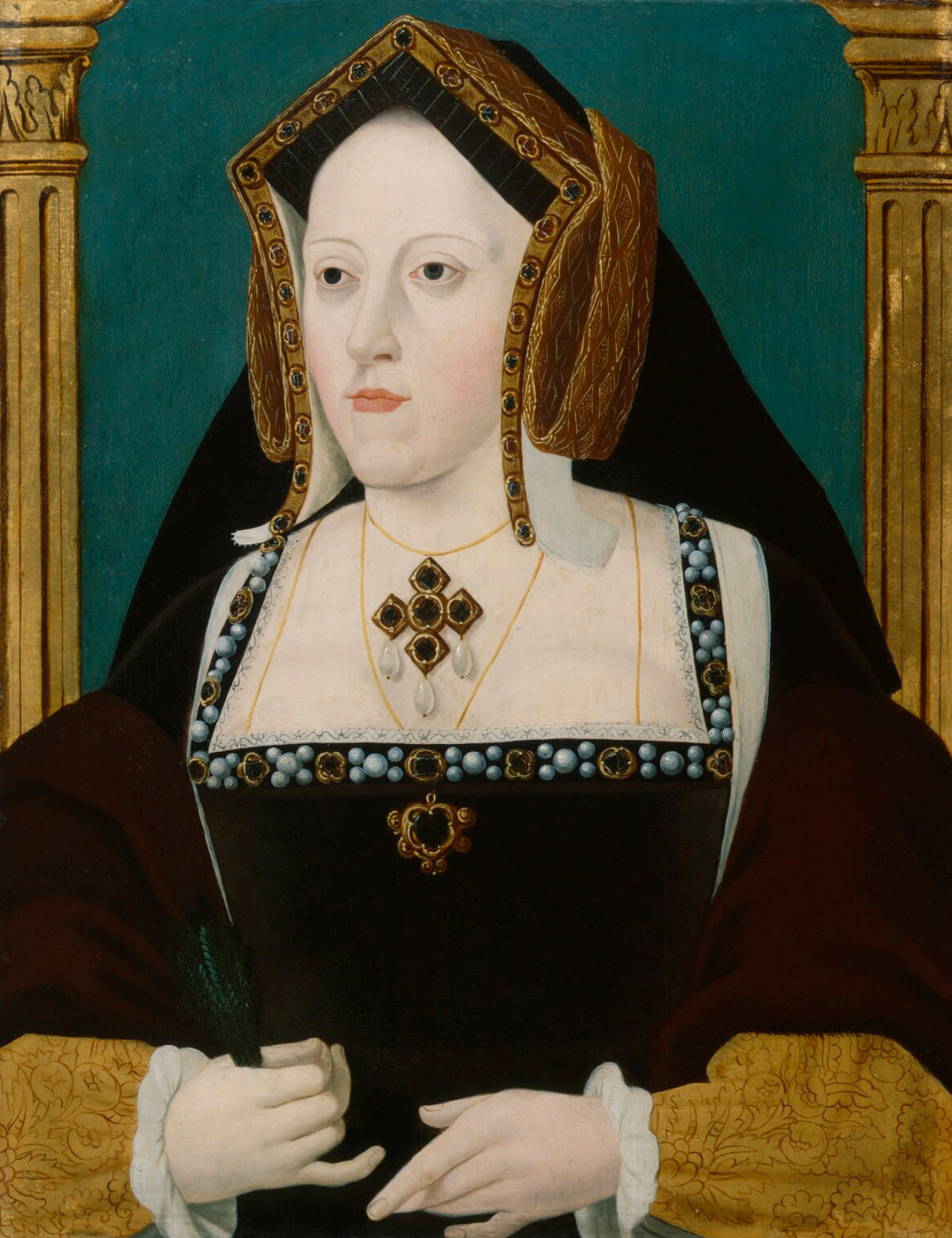
Catarina de Aragão: o casamento foi anulado pela Igreja da Inglaterra, por não produzir um herdeiro masculino da dinastia Tudor.

O novo rei Henrique VIII casou- se com Catarina de Aragão em 11 de junho de 1509; eles foram coroados na Abadia de Westminster em 24 de junho do mesmo ano. Catarina era a esposa do irmão mais velho de Henrique, tornando o caminho para o casamento deles difícil desde o início. Tinha que ser concedida uma dispensação papal para Henrique poder se casar com Catarina, e as negociações levaram algum tempo. Apesar do pai de Henrique morrer antes de se casar com Catarina, ele estava determinado a se casar com ela de qualquer maneira e garantir que todos soubessem que ele pretendia ser seu próprio mestre.
Quando Henrique chegou ao trono, ele tinha muito pouco interesse em realmente governar; preferia preferir luxos e participar de esportes. Ele deixou que outros controlassem o reino nos primeiros dois anos de seu reinado e, quando se interessou mais pela estratégia militar, se interessou mais por governar seu próprio trono. Em sua juventude, Henrique foi descrito como um homem de gentileza em debate e que agia mais como companheiro do que como rei. Ele era generoso em seus dons e afeição e dizia-se que era fácil conviver. O Henrique que muitas pessoas imaginam quando ouvem seu nome é o Henrique de seus últimos anos, quando ele se tornou obeso, volátil e conhecido por sua grande crueldade .
Catarina não deu a Henrique os filhos pelos quais ele estava desesperado; seu primeiro filho, uma filha, nasceu morto e seu segundo filho, Henrique, duque de Cornualha, morreu 52 dias após o nascimento. Um outro conjunto de filhos natimortos foi concebido, até que uma filha, Maria, nasceu em 1516. Quando Henrique ficou claro que a linhagem Tudor estava em risco, ele consultou seu ministro-chefe, cardeal Thomas Wolsey, sobre a possibilidade de anular seu casamento com Catarina. Juntamente com a preocupação de Henrique de que ele não teria um herdeiro, também era óbvio para sua corte que ele estava ficando cansado de sua velha esposa, que era seis anos mais velha que ele. Wolsey visitou Roma, onde esperava obter o consentimento do papa para uma anulação. No entanto, a igreja relutou em rescindir a dispensação papal anterior e sentiu forte pressão do sobrinho de Catarina, Carlos V, Sacro Imperador Romano, em apoio a sua tia. Catarina contestou o processo, e uma prolongada batalha legal se seguiu. Wolsey caiu em desgraça como resultado de sua incapacidade de obter a anulação, e Henrique nomeou Thomas Cromwell em seu lugar.
Apesar de não ter conseguido os resultados que Henrique queria, Wolsey ativamente buscou a anulação, divórcio era sinônimo de anulação na época. No entanto, ele nunca planejou que Henrique se casasse com Ana Bolena, com quem o rei se apaixonara enquanto ela era dama de companhia na casa da rainha Catarina. Não está claro até que ponto Wolsey foi realmente responsável pela Reforma, mas é muito claro que o desejo de Henrique de se casar com Ana Bolena precipitou o cisma com a Igreja. A preocupação de Henrique em ter um herdeiro para garantir sua família e aumentar sua segurança enquanto vivo o levaria a pedir um divórcio mais cedo ou mais tarde, se Ana o havia precipitado ou não. Somente a morte repentina de Wolsey em Leicester , em sua jornada para A Torre de Londres o salvou da humilhação pública e execução inevitável que ele teria sofrido ao chegar à Torre.

### Romper com Roma

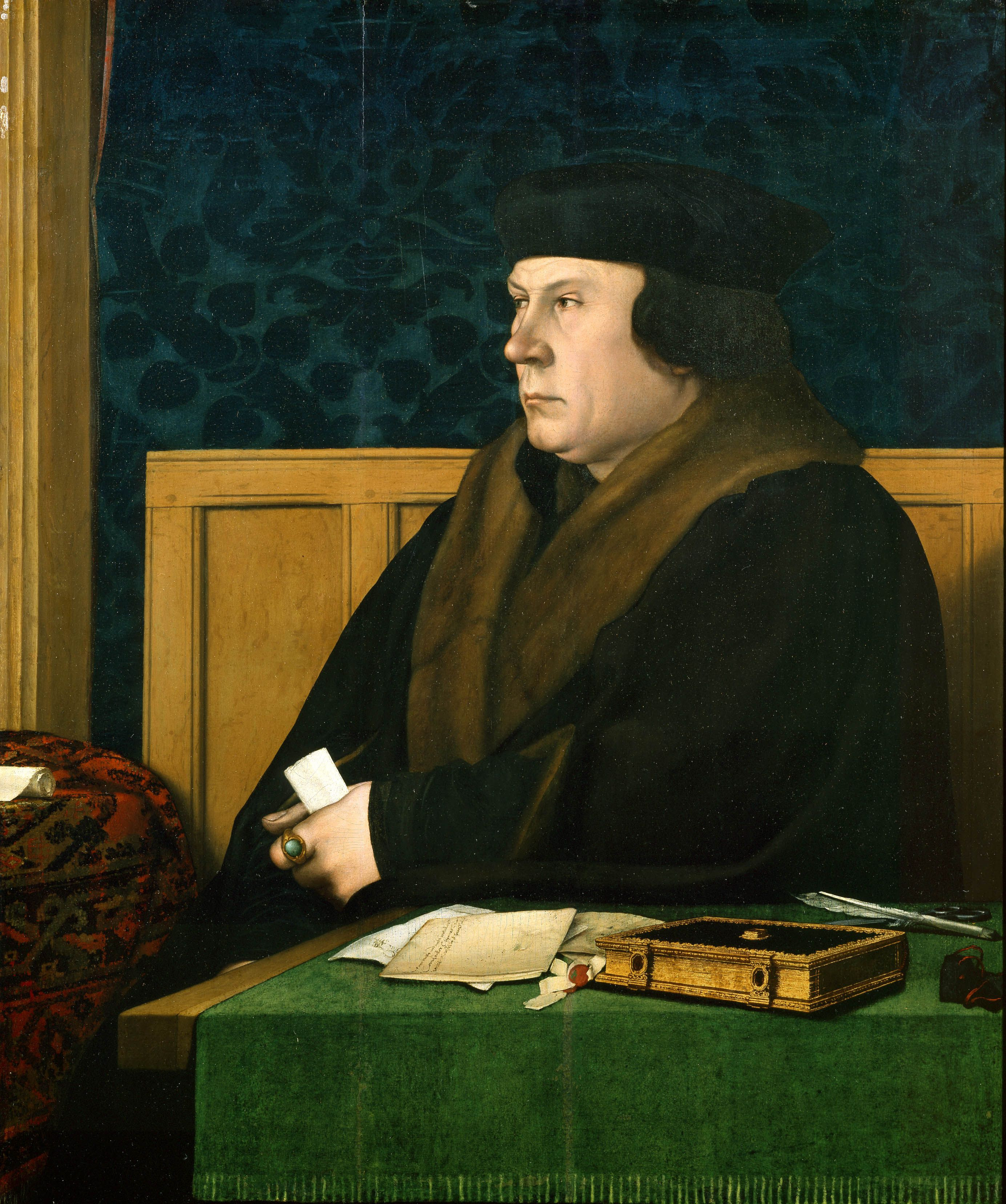
Thomas Cromwell, ministro-chefe de Henrique VIII responsável pela dissolução dos mosteiros.

A fim de permitir que Henrique se divorcie de sua esposa e se case com Ana Bolena, o parlamento inglês promulgou leis que rompiam laços com Roma e declarava o rei Chefe Supremo da Igreja da Inglaterra (de Isabel I, o monarca é conhecido como Governador Supremo da Igreja da Inglaterra), separando assim a estrutura eclesiástica da Inglaterra da Igreja Católica e do Papa. O recém nomeado arcebispo de Canterbury, Thomas Cranmer, pôde então declarar anulado o casamento de Henrique com Catarina. Catarina foi removida da corte e passou os últimos três anos de sua vida em várias casas inglesas sob "tutela", semelhante à prisão domiciliar. Isso permitiu que Henrique se casasse com uma de suas cortesãs: Ana Bolena, filha de um diplomata menor Sir Thomas Bolena. Ana engravidou no final de 1532 e deu à luz em 7 de setembro de 1533 a Isabel, nomeada em homenagem à mãe de Henrique. Ana pode ter tido gestações posteriores que terminaram em aborto espontâneo ou natimorto. Em maio de 1536, Ana foi presa, juntamente com seis cortesãos. Thomas Cromwell interveio novamente, alegando que Ana havia se apaixonado por seu casamento com Henrique, e ela foi julgada por alta traição, bruxaria e incesto; essas acusações provavelmente foram fabricadas, mas ela foi considerada culpada e executada em maio de 1536.

### Aliança protestante

Henrique VIII da Inglaterra: as brigas de Henrique com o Papa levaram à criação da Igreja da Inglaterra.

Henrique se casou novamente, pela terceira vez, com Jane Seymour, filha de um cavaleiro de Wiltshire, e com quem se apaixonou enquanto ela ainda era uma dama de companhia da rainha Ana. Jane engravidou e em 1537 deu à luz um filho, que se tornou o rei Eduardo VI após a morte de Henrique em 1547. Jane morreu de febre puerperal apenas alguns dias após o nascimento, deixando-o devastado. Cromwell continuou a ganhar o favor do rei quando projetou e aprovou as Leis do País de Gales, unindo a Inglaterra e o País de Gales.
Em 1540, Henrique se casou pela quarta vez com a filha de um duque alemão protestante, Ana de Cleves, formando uma aliança com os estados alemães protestantes. Henrique relutou em se casar novamente, especialmente com um protestante, mas ficou convencido quando o pintor da corte Hans Holbein, o Jovem, lhe mostrou um retrato lisonjeiro dela. Ela chegou à Inglaterra em dezembro de 1539 e Henrique foi a Rochester encontrá-la em 1º de janeiro de 1540. Embora o historiador Gilbert Burnet afirmasse que Henrique a chamava de Flanders Mare, não há evidências de que ele tenha dito isso; na verdade, embaixadores da corte negociando o casamento elogiavam sua beleza. Quaisquer que fossem as circunstâncias, o casamento fracassou e Ana concordou com uma anulação pacífica, assumiu o título de Minha Senhora, irmã do rei e recebeu um enorme acordo de divórcio, que incluía o Palácio de Richmond, Hever Castle e várias outras propriedades em todo o país. Embora o casamento fizesse sentido em termos de política externa, Henrique ainda estava enfurecido e ofendido pela partida. Henrique escolheu culpar Cromwell pelo casamento fracassado e ordenou que ele fosse decapitado em 28 de julho de 1540. Henrique manteve sua palavra e cuidou de Ana em seus últimos anos vivos; no entanto, após sua morte, Ana sofreu uma extrema dificuldade financeira, porque os conselheiros de Eduardo VI se recusaram a dar-lhe quaisquer fundos e confiscaram os lares que havia recebido. Ela pediu ao irmão que a deixasse voltar para casa, mas ele apenas enviou alguns agentes que tentaram ajudar na situação dela e se recusou a deixá-la voltar para casa. Ana morreu em 16 de julho de 1557 em Chelsea Manor.

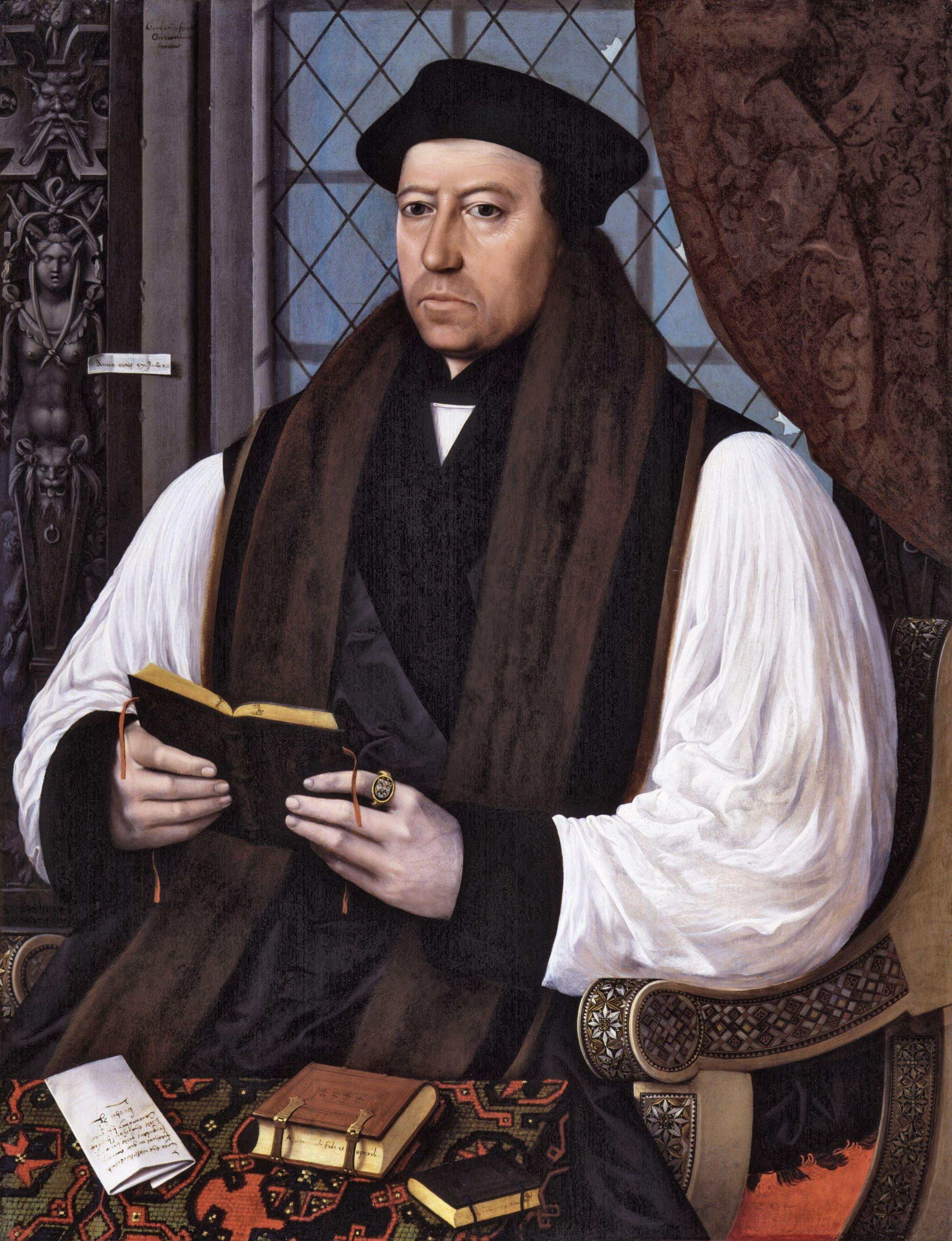
Thomas Cranmer, responsável pelo Livro de Oração Comum durante o reinado de Eduardo VI.

O quinto casamento foi com a católica Catarina Howard, sobrinha de Thomas Howard, o terceiro duque de Norfolk, que foi promovido por Norfolk na esperança de convencer Henrique a restaurar a religião católica na Inglaterra. Henrique a chamou de "rosa sem espinhos", mas o casamento terminou em fracasso. A fantasia de Henrique com Catarina começou antes do final de seu casamento com Ana, quando ela ainda era membro da corte de Ana. Catarina era jovem e vivaz, mas a idade de Henrique o deixava menos inclinado a usar Catarina no quarto; preferia admirá-la, da qual Catarina logo se cansou. Catarina, forçada a se casar com um homem obeso e pouco atraente, com mais de 30 anos de idade, nunca quis se casar com Henrique e conduziu um caso com o favorito do rei, Thomas Culpeper, enquanto Henrique e ela eram casados. Durante o interrogatório, Catarina primeiro negou tudo, mas acabou sendo avisada e informada de sua infidelidade e de suas relações pré-nupciais com outros homens. Henrique, enfurecido, ameaçou torturá-la até a morte, mas mais tarde foi dominado por pesar e autopiedade. Ela foi acusada de traição e foi executada em 13 de fevereiro de 1542, destruindo as esperanças dos católicos ingleses de uma reconciliação nacional com a Igreja Católica. Sua execução também marcou o fim do poder da família Howard dentro do tribunal.
Quando Henrique conduziu outro casamento protestante com sua esposa final, Catarina Parr, em 1543, os antigos conselheiros católicos romanos, incluindo o poderoso terceiro duque de Norfolk, haviam perdido todo seu poder e influência. O próprio duque ainda era um católico comprometido, e ele quase foi persuadido a prender Catarina por pregar doutrinas luteranas a Henrique enquanto ela cuidava de sua saúde. No entanto, ela conseguiu se reconciliar com o rei depois de prometer que só discutira sobre religião com ele para afastar sua mente do sofrimento causado por sua perna ulcerosa. Sua pacificação também ajudou a reconciliar Henrique com suas filhas, Maria e Isabel, e promoveu um bom relacionamento entre ela e o príncipe herdeiro.

## Eduardo VI: zelo protestante

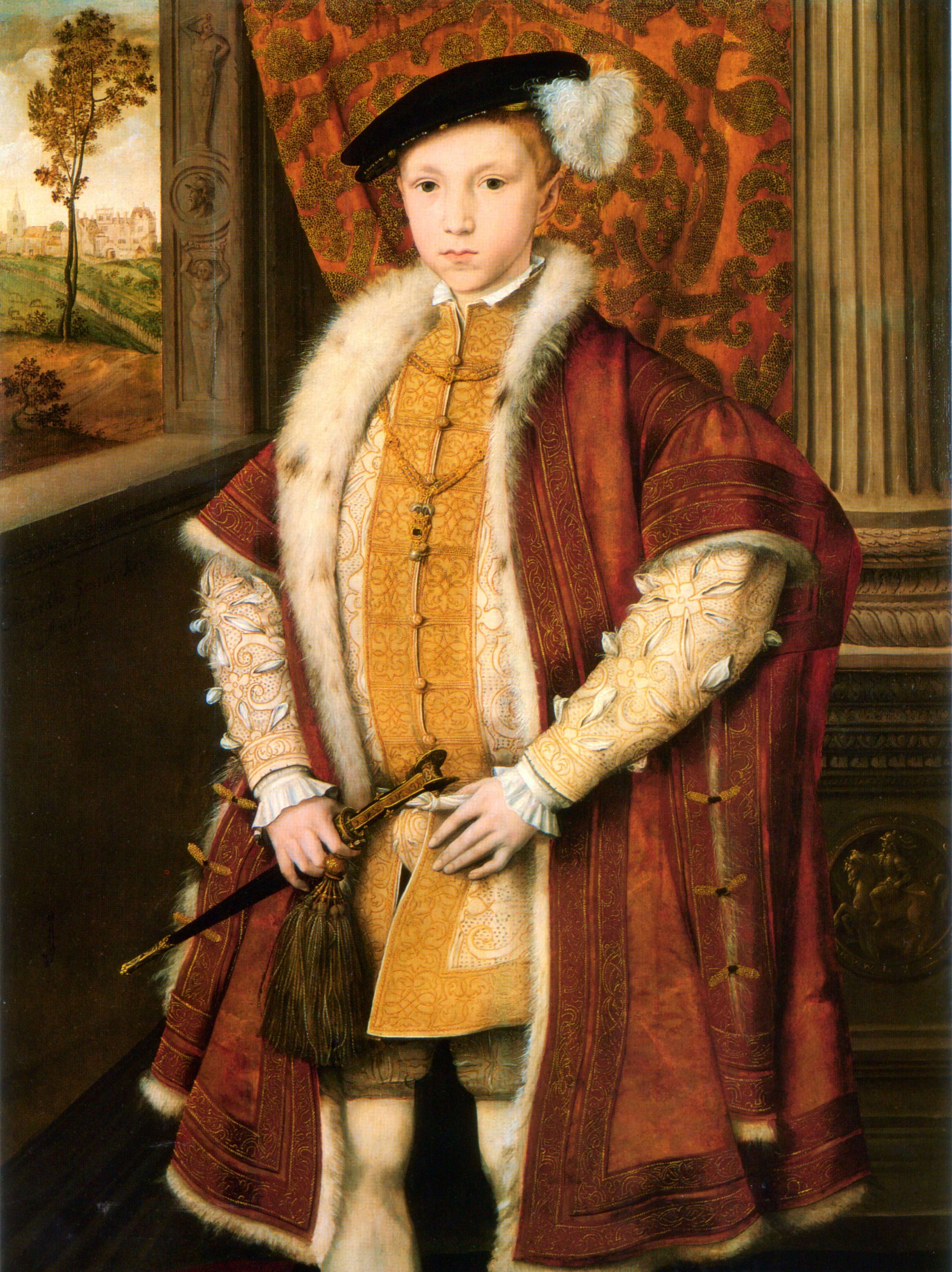
Um menino pequeno com uma mente grande: Eduardo VI.

Henrique morreu em 28 de janeiro de 1547. Sua vontade restabeleceu suas filhas por seus casamentos anulados com Catarina de Aragão e Ana Bolena na linha de sucessão. Eduardo seu filho de nove anos de idade com Jane Seymour, sucedeu como Eduardo VI da Inglaterra. Infelizmente, o reino do jovem rei estava geralmente em turbulência entre nobres que tentavam fortalecer suas próprias posições no reino usando a Regência a seu favor..
Eduardo VI foi ensinado que ele tinha que liderar a reforma religiosa. Em 1549, a Coroa ordenou a publicação do Livro de Oração Comum, contendo as formas de culto para os cultos diários e dominicais da igreja. O controverso livro novo não foi bem recebido pelos reformadores nem pelos conservadores católicos; foi especialmente condenado em Devon e na Cornualha, onde a lealdade católica tradicional era mais forte. Na Cornualha da época, muitas pessoas só podiam falar a língua da Cornualha; portanto, as Bíblias inglesas uniformes e os cultos da igreja não eram compreendidos por muitos. Isso causou a rebelião do livro de orações, em que grupos de não conformistas da Cornualha se reuniram em volta do prefeito. A rebelião preocupou Somerset, agora Lorde Protetor, e ele enviou um exército para impor uma solução militar à rebelião. A rebelião endureceu a coroa contra os católicos. O medo do catolicismo se concentrava na irmã mais velha de Eduardo, Maria, que era uma católica devota. Embora tenha sido chamada perante o Conselho Privado várias vezes para renunciar à sua fé e parar de ouvir a Missa Católica, ela recusou. Eduardo teve um bom relacionamento com sua irmã Isabel, que era protestante, embora moderada, mas isso ficou tenso quando Isabel foi acusada de ter um caso com o irmão do duque de Somerset, Thomas Seymour, 1º barão Seymour de Sudeley, marido da última esposa de Henrique, Catherine Parr. Isabel foi entrevistada por um dos conselheiros de Eduardo e acabou sendo considerada inocente, apesar das confissões forçadas de suas criadas Catarina Ashley e Thomas Parry. Thomas Seymour foi preso e decapitado em 20 de março de 1549.

### Sucessão problemática
Lorde Protetor Somerset também estava perdendo o favor. Depois de remover à força Eduardo VI para o Castelo de Windsor, com a intenção de mantê-lo refém, Somerset foi afastado do poder por membros do conselho, liderados por seu principal rival, John Dudley, o primeiro conde de Warwick, que se criou duque de Northumberland, logo após sua ascensão. Northumberland se tornou efetivamente Lorde Protetor, mas ele não usou esse título, aprendendo com os erros que seu antecessor cometeu. Northumberland era furiosamente ambicioso, e visava garantir a uniformidade protestante enquanto se enriquecia com terra e dinheiro no processo. Ele ordenou que as igrejas fossem despojadas de todo simbolismo católico tradicional, resultando na simplicidade frequentemente vista nas igrejas da Igreja da Inglaterra hoje. Uma revisão do Livro de Oração Comum foi publicada em 1552. Quando Eduardo VI ficou doente em 1553, seus conselheiros procuraram a possível adesão iminente da católica Lady Mary e temiam que ela revogasse todas as reformas feitas durante o reinado de Eduardo. Talvez surpreendentemente, foi o próprio Eduardo moribundo que temeu um retorno ao catolicismo e escreveu uma nova vontade repudiando a vontade de 1544 de Henrique VIII. Isso deu o trono a sua prima Lady Joana Grey, neta da irmã de Henrique VIII, Maria Tudor, que, após a morte de Luís XII da França em 1515, casara-se com Carlos Brandon favorito de Henrique VIII, o primeiro duque de Suffolk. A mãe de Joana era Lady Francisca Brandon, filha de Suffolk e princesa Maria. Northumberland casou Joana com seu filho mais novo Guildford Dudley, permitindo-se tirar o máximo proveito de uma sucessão protestante necessária. A maior parte do conselho de Eduardo assinou o Projeto para a Sucessão, e quando Eduardo VI morreu em 6 de julho de 1553 de sua batalha contra a tuberculose, Lady Joana foi proclamada rainha. No entanto, o apoio popular à legítima sucessora Maria, mesmo sendo católica, anulou os planos de Northumberland, e Joana, que nunca quis aceitar a coroa, foi deposta após apenas nove dias. Os apoiadores de Maria se juntaram a ela em uma procissão triunfal em Londres, acompanhados por sua irmã mais nova, Isabel.

## Maria I: a Católica

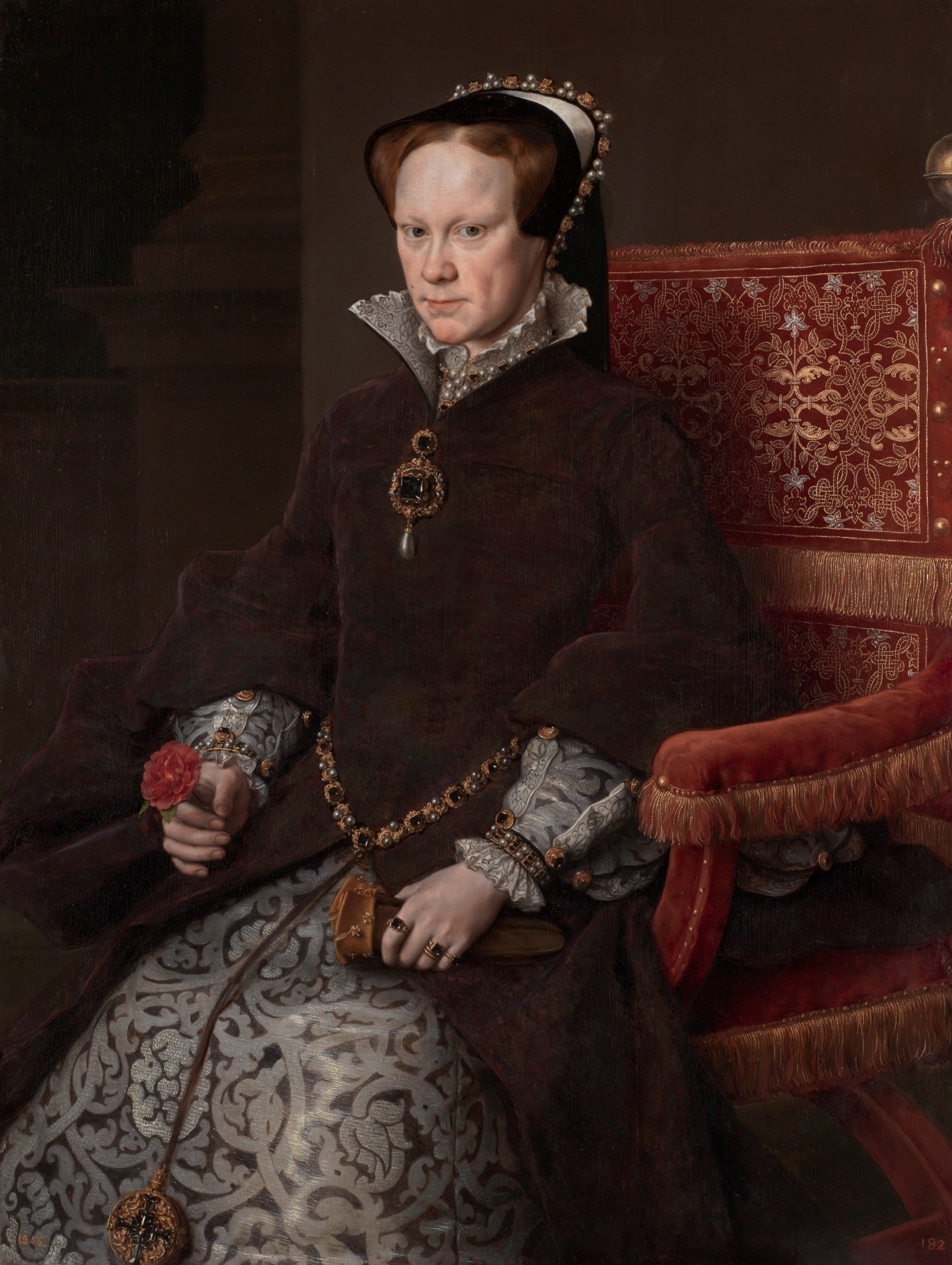
Maria I da Inglaterra, que tentou devolver a Inglaterra à Igreja Católica Romana.

Maria logo anunciou sua intenção de se casar com o príncipe espanhol Filipe, filho do sobrinho de sua mãe Carlos V, Sacro Imperador Romano. A perspectiva de uma aliança de casamento com a Espanha mostrou-se impopular entre os ingleses, preocupados com o fato de a Espanha usar a Inglaterra como satélite, envolvendo a Inglaterra em guerras sem o apoio popular do povo. O descontentamento popular cresceu; um cortesão protestante, Thomas Wyatt, o mais jovem, liderou uma rebelião contra Maria, com o objetivo de depor e substituí-la por sua meia-irmã Isabel. A trama foi descoberta e os apoiadores de Wyatt foram caçados e mortos. O próprio Wyatt foi torturado, na esperança de que ele desse provas de que Isabel estava envolvida para que Maria a executasse por traição. Wyatt nunca implicou Isabel e ele foi decapitado. Isabel passou seu tempo entre diferentes prisões, incluindo a Torre de Londres.
Maria se casou com Filipe na Catedral de Winchester, em 25 de julho de 1554. Filipe achou-a pouco atraente e passou apenas um tempo mínimo com ela. Apesar de Maria acreditar que estava grávida várias vezes durante seu reinado de cinco anos, ela nunca se reproduziu. Desolada por raramente ver o marido e ansiosa por não ter herdeiro da Inglaterra católica, Maria ficou amarga. Em sua determinação em restaurar a Inglaterra à fé católica e garantir seu trono contra ameaças protestantes, ela tinha entre 200 e 300 protestantes queimados na estaca nas perseguições marianas entre 1555 e 1558. Os protestantes passaram a odiá-la como "Sangrenta Maria". Charles Dickens afirmou que "como sangrenta rainha Maria, essa mulher se tornou famosa, e como sangrenta rainha Maria, ela será lembrada com horror e detestação".
O sonho de Maria de uma nova linha de Habsburgo católica foi concluída e sua popularidade declinou ainda mais quando ela perdeu a última área inglesa em solo francês, Calais, para Francisco, duque de Guise, em 7 de janeiro de 1558. O reinado de Maria, no entanto, introduziu um novo sistema de cunhagem que seria usado até ao século XVIII, e seu casamento com Filipe II criou novas rotas comerciais para a Inglaterra. O governo de Maria deu vários passos no sentido de reverter a inflação, os déficits orçamentários, a pobreza e a crise comercial de seu reino. Ela explorou o potencial comercial dos mercados russo, africano e báltico, revisou o sistema alfandegário, trabalhou para combater as desvalorizações cambiais de seus antecessores, fundiu vários tribunais de receita e fortaleceu a autoridade governante das cidades médias e grandes. Maria também recebeu o primeiro embaixador russo na Inglaterra, criando relações entre a Inglaterra e a Rússia pela primeira vez. Se ela tivesse vivido um pouco mais, o catolicismo, que ela trabalhou tanto para restaurar no reino, poderia ter enraizado raízes mais profundas do que ele. No entanto, suas ações em busca desse objetivo, indiscutivelmente, estimularam a causa protestante, através dos muitos mártires que ela fez. Maria morreu em 17 de novembro de 1558, com uma idade relativamente jovem de 42 anos.

## Isabel I: a Era Isabelina

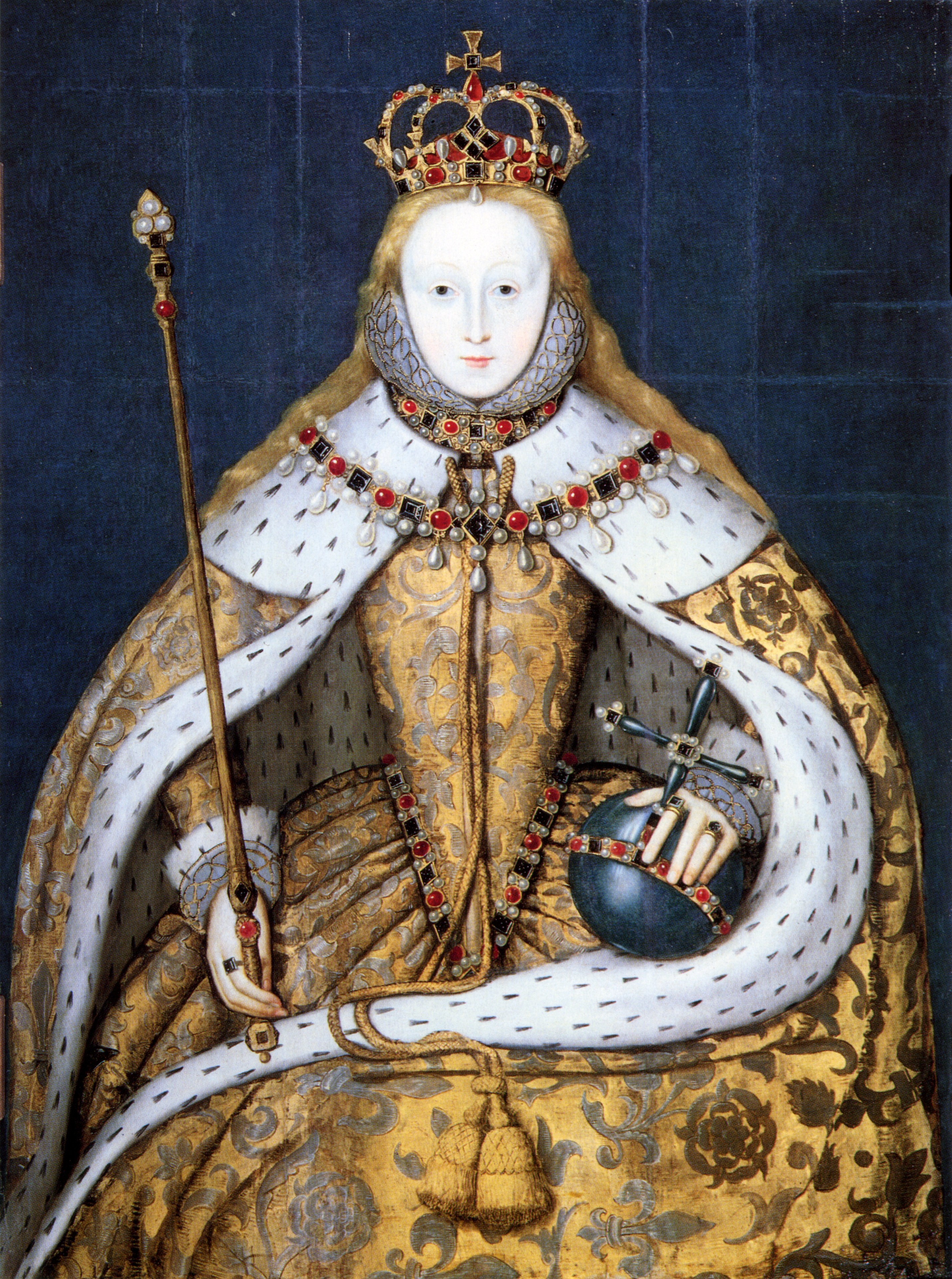
Isabel I em sua coroação em 15 de janeiro de 1559.

Isabel I, que estava hospedada na Hatfield House no momento de sua adesão, viajou para Londres para os aplausos da classe dominante e das pessoas comuns.
Quando Isabel subiu ao trono, havia muita apreensão entre os membros do conselho nomeado por Maria, porque muitos deles (como observado pelo embaixador espanhol) haviam participado de várias conspirações contra Isabel, como seu encarceramento na Torre, tentando forçá-la a se casar com um príncipe estrangeiro e, assim, enviá-la para fora do reino, e até pressionando por sua morte. Em resposta ao seu medo, ela escolheu como seu ministro principal Sir William Cecil, protestante e ex-secretário do Lorde Protetor, o duque de Somerset e depois para o duque de Northumberland. Sob Maria, ele fora poupado e frequentemente visitava Isabel, ostensivamente para revisar suas contas e despesas. Isabel também nomeou seu favorito pessoal, o filho do duque de Northumberland, Lorde Robert Dudley, seu mestre do cavalo, dando a ele acesso pessoal constante à rainha.

### Primeiros anos
Isabel tinha um longo e turbulento caminho para o trono. Ela teve vários problemas durante a infância, sendo um dos principais após a execução de sua mãe, Ana Bolena. Quando Ana foi decapitada, Henrique declarou Isabel uma filha ilegítima e, portanto, ela não seria capaz de herdar o trono. Após a morte de seu pai, ela foi criada por sua viúva, Catarina Parr e seu marido Thomas Seymour, 1º barão Seymour de Sudeley. Um escândalo surgiu com ela e com o lorde almirante ao qual ela foi julgada. Durante os exames, ela respondeu com sinceridade e ousadia e todas as acusações foram retiradas. Ela era uma excelente aluna, bem instruída em latim, francês, italiano e um pouco em grego, e era uma escritora talentosa. Ela também era uma música muito habilidosa, tanto cantando quanto tocando alaúde. Após a rebelião de Thomas Wyatt, a mais nova, Isabel foi presa na Torre de Londres. Não foi encontrada nenhuma prova de que Isabel estivesse envolvida e que ela foi libertada e retirada para o campo até a morte de sua irmã, Maria I da Inglaterra .

### Reinado

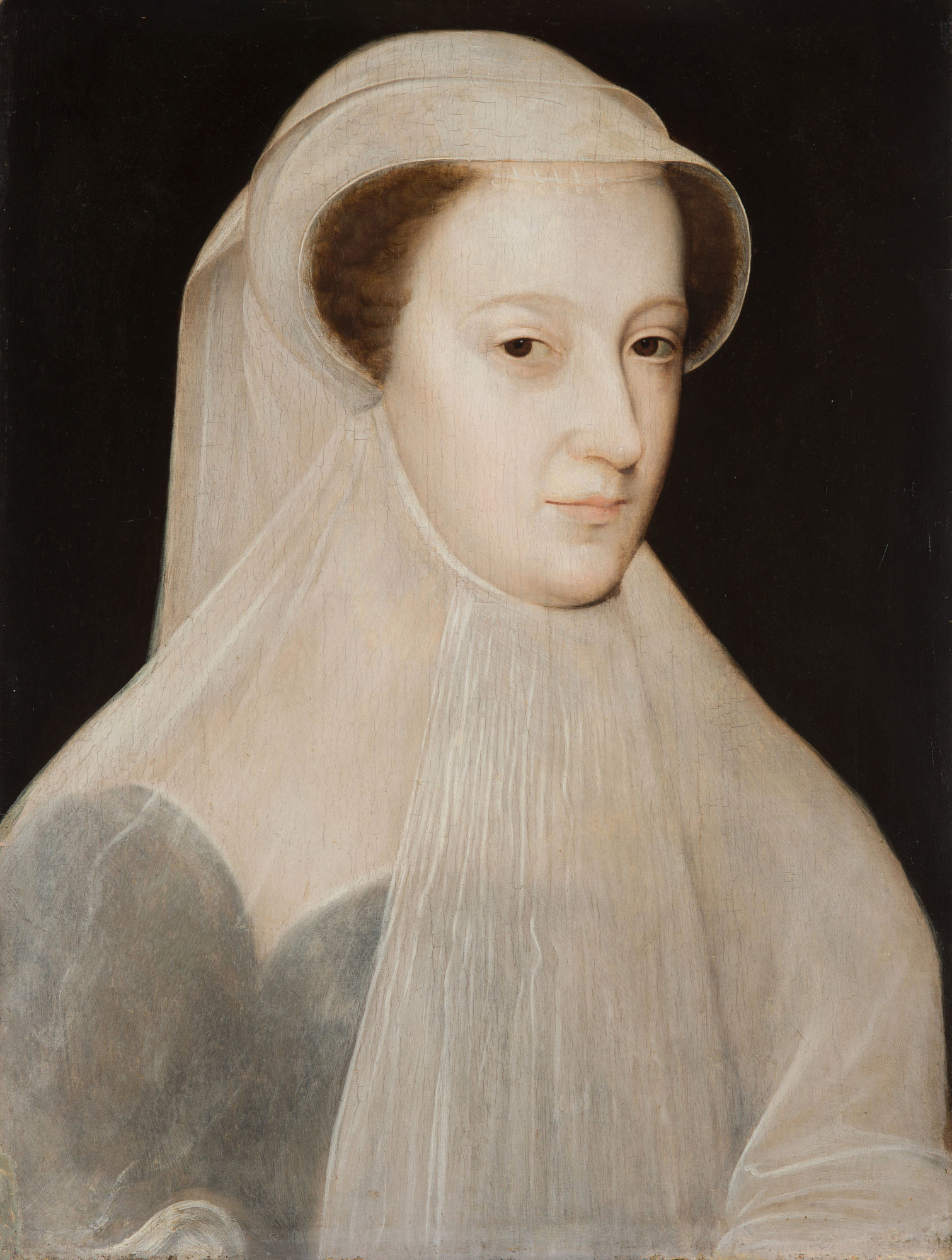
Maria, rainha da Escócia, que conspirou com nobres ingleses para assumir o trono inglês.

Embora Isabel tivesse apenas vinte e cinco anos quando chegou ao trono, tinha absoluta certeza de que seu lugar, dado por Deus, era a rainha e de suas responsabilidades como 'serva do Senhor'. Ela nunca deixou ninguém contestar sua autoridade como rainha, mesmo que muitas pessoas, que sentiam que ela era fraca e devesse se casar, tentassem fazê-lo. A popularidade de Isabel era extremamente alta, mas seu Conselho Privado, seu Parlamento e seus súditos pensavam que a rainha solteira deveria se casar; era geralmente aceito que, uma vez que uma rainha reinante fosse casada, o marido aliviaria a mulher dos encargos do chefe de estado. Além disso, sem um herdeiro, a linhagem Tudor terminaria; o risco de guerra civil entre requerentes rivais era uma possibilidade se Isabel morresse sem filhos. Inúmeros pretendentes de quase todas as nações europeias enviaram embaixadores à corte inglesa para apresentar sua ação. O risco de morte chegou perigosamente próximo em 1564, quando Isabel pegou a varíola; quando estava em maior risco, nomeou Robert Dudley como Lorde Protetor no caso de sua morte. Após sua recuperação, ela nomeou Dudley para o Conselho Privado e o criou Conde de Leicester, na esperança de que ele se casasse com Maria, rainha dos escoceses. Maria o rejeitou e, em vez disso, casou-se com Henrique Stuart, Lord Darnley, um descendente de Henrique VII, dando a Maria uma reivindicação mais forte ao trono inglês. Embora muitos católicos fossem leais a Isabel, muitos também acreditavam que, porque Isabel foi declarada ilegítima depois que o casamento de seus pais foi anulado, Maria era a reclamante legítima mais forte. Apesar disso, Isabel não nomearia Maria sua herdeira; como ela experimentara durante o reinado de sua antecessora, Maria I, a oposição poderia se aglomerar em torno do herdeiro se eles estivessem desanimados com o governo de Isabel.

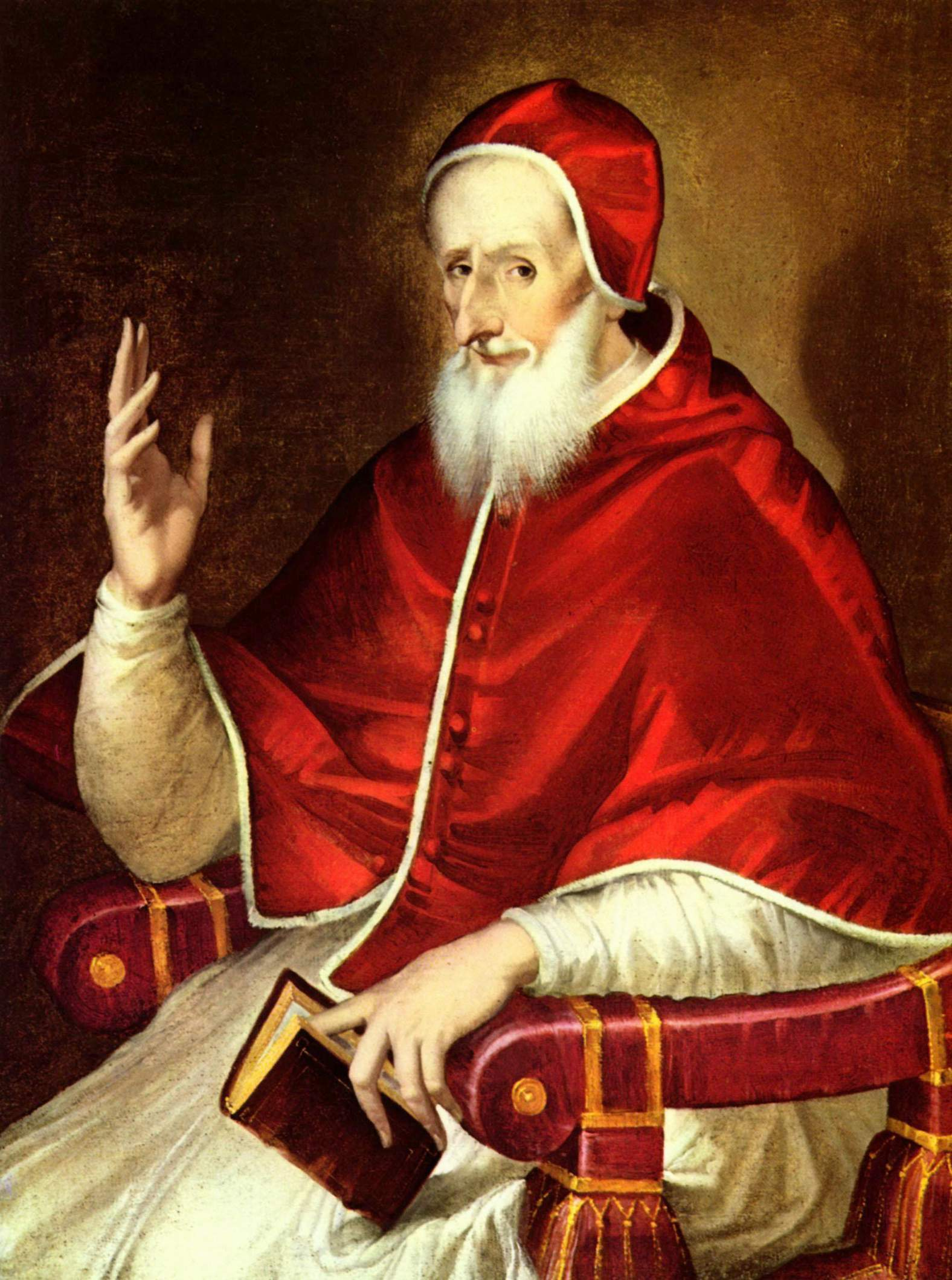
Papa Pio V, que emitiu a bula papal excomungando Isabel e aliviando seus súditos de sua lealdade a ela.

Inúmeras ameaças à linhagem Tudor ocorreram durante o reinado de Isabel. Em 1569, um grupo de condes liderado por Charles Neville, o sexto conde de Westmorland, e Thomas Percy, o sétimo conde de Northumberland tentaram depor Isabel e substituí-la por Maria, rainha dos escoceses. Em 1571, o protestante que se tornou católico Thomas Howard, o quarto duque de Norfolk, tinha planos de se casar com Maria, rainha da Escócia, e depois substituir Isabel por Maria. A trama, idealizada por Roberto di Ridolfi, foi descoberta e Norfolk foi decapitado. O próximo grande levante foi em 1601, quando Robert Devereux, o segundo conde de Essex, tentou levantar a cidade de Londres contra o governo de Isabel. A cidade de Londres mostrou-se pouco disposta a se rebelar; Essex e a maioria de seus co-rebeldes foram executados. Ameaças também vieram do exterior. Em 1570, o Papa Pio V emitiu uma bula papal, Regnans in Excelsis, excomungando Isabel e libertando seus súditos de sua lealdade a ela. Isabel ficou sob pressão do Parlamento, pensando em executar Maria, rainha dos escoceses, para impedir novas tentativas de substituí-la; embora confrontada com vários pedidos oficiais, ela descuidou-se com a decisão de executar uma rainha ungida. Finalmente, ela foi convencida da traição de Maria na conspiração contra ela e assinou a sentença de morte em 1586. Maria foi executada no castelo de Fotheringay em 8 de fevereiro de 1587, para o ultraje da Europa católica.
Há muitas razões para debater porque Isabel nunca se casou. Dizia-se que ela estava apaixonada por Robert Dudley, 1º conde de Leicester, e que em um de seus progressos no verão ela havia dado à luz o filho ilegítimo dele. Esse boato foi apenas um dos muitos que giravam em torno da amizade de longa data dos dois. No entanto, mais importantes foram os desastres que muitas mulheres, como Lady Jane Gray, sofreram devido ao casamento na família real. O casamento de sua irmã Maria com Filipe trouxe grande desprezo ao país, pois muitos de seus súditos desprezavam a Espanha e Filipe e temiam que ele tentasse assumir o controle completo. Recordando o desdém de seu pai por Ana de Cleves, Isabel também se recusou a entrar em uma partida estrangeira com um homem que ela nunca tinha visto antes, de modo que também eliminou um grande número de pretendentes.
Isabel nunca nomeou uma sucessora. No entanto, seu ministro-chefe Sir Robert Cecil havia se correspondido com o rei protestante Jaime VI da Escócia, bisneto de Margarida Tudor, e a sucessão de Jaime ao trono inglês não teve oposição. Houve discussões sobre o herdeiro selecionado. Argumentou-se que Isabel teria escolhido Jaime porque se sentia culpada pelo que aconteceu com sua mãe, sua prima. Se isso é verdade, não se sabe ao certo, pois Isabel fez o possível para nunca demonstrar emoção nem ceder a reivindicações. Isabel era forte e obstinada e mantinha seu objetivo principal à vista: proporcionar o melhor para o seu povo e provar os que estavam errados que duvidavam dela, mantendo uma compostura direta.
A Casa de Tudor sobrevive através da linha feminina, primeiro com a Casa de Stuart, que ocupou o trono inglês durante a maior parte do século seguinte, e depois a Casa de Hannover, através da neta de Jaime, Sofia. A rainha Isabel II é descendente direta de Henrique VII.

## Monarcas Tudor da Inglaterra e Irlanda
| Retrato | Nome          | Nascimento                                      | Data de adesão                                                                      | Casamentos | Morte                                                                      | Notas |
| ------- | ------------- | ----------------------------------------------- | ----------------------------------------------------------------------------------- | --- | -------------------------------------------------------------------------- | --- |
|         | Henrique VII  | 28 de janeiro de 1457- Pembroke Castle          | 22 de agosto de 1485 (coroado na Abadia de Westminster em 30 de outubro de 1485)    | Isabel de York                                                                                                  | 21 de abril de 1509 - Richmond Palace, 52 anos                             | Era descendente de Eduardo III da Ingalterra, através de sua mãe Lady Margarida Beaufort.                               |
|         | Henrique VIII | 28 de junho de 1491- Palácio de Greenwich       | 21 de abril de 1509 (coroado na Abadia de Westminster em 24 de junho de 1509)       | (1) Catarina de Aragão (2) Ana Bolena (3) Joana Seymour (4) Ana de Cleves (5) Catarina Howard (6) Catarina Parr | 28 de janeiro de 1547 - Palácio de Whitehall, 55 anos                      | Era filho de Henrique VII e Isabel de York.                                                                             |
|         | Eduardo VI    | 12 de outubro de 1537- Palácio do Hampton Court | 28 de janeiro de 1547 (coroado na Abadia de Westminster em 20 de fevereiro de 1547) | — | 6 de julho de 1553 - Greenwich Palace, 15 anos                             | Era filho de Henrique VIII e Joana Seymour.                                                                             |
|         | Joana Grey    | 1537- Bradgate Park                             | 10 de julho de 1553 (nunca coroada)                                                 | Guilford Dudley                                                                                                 | 12 de fevereiro de 1554, executada na Torre de Londres entre 16 e 17 anos. | Bisneta de Henrique VII e neta de Maria Tudor.                                                                          |
|         | Maria I       | 18 de fevereiro de 1516- Palácio de Placentia   | 19 de julho de 1553 (coroada na Abadia de Westminster em 1 de outubro de 1553)      | Filipe II da Espanha                                                                                            | 17 de novembro de 1558 - Palácio de San James, 42 anos                     | Filha de Henrique VIII e Catarina de Aragão; conhecida como "Bloody Mary" por queimar protestantes durante seu reinado. |
|         | Isabel I      | 7 de setembro de 1533- Palácio de Placentia     | 17 de novembro de 1558 (coroada na Abadia de Westminster em 15 de janeiro de 1559)  | — | 24 de março de 1603 - Richmond Palace, 69 anos                             | Filha de Henrique VIII e Ana Bolena; conhecida como "A Rainha Virgem" ou "Gloriana" durante seu reinado.                |

## Na cultura popular
Inúmeros filmes e livros são baseados na história de Tudor. A rainha Isabel tem sido a favorita dos cineastas há gerações.
- Henry VIII (série de TV) (série de televisão britânica de duas partes de 2003 estrelada por Ray Winstone).
- O Principe e o Pobre, livro de 1881, escrito por Mark Twain (O Livro mostra a vida do Príncipe Eduardo VI).
- Ana dos Mil Dias, um drama britânico de 1969.
- Elizabeth R ( série de drama televisivo da BBC em 1971)
- Elizabeth I (minissérie), drama televisivo de 2005.
- Elizabeth (filme), filme de 1998.
  - Elizabeth: A Era de Ouro, filme de 2007.
- The Other Boleyn Girl (2008) é um romance histórico de Philippa Gregory, baseado em Maria Bolena, irmã da rainha Ana Bolena.
- The Tudors é uma série de televisão de ficção histórica britânica/ irlandesa/ canadense, vagamente baseada no reinado de Henrique VIII.
- The Virgin Queen é uma coprodução da BBC e do Power, minissérie em quatro partes baseada na vida da rainha Isabel I, estrelada por Anne-Marie Duff .
- The White Princess é uma série de oito episódios produzida por Starz, baseada no romance de Philippa Gregory, que se centra no início do reinado de Henrique VII e sua rainha Isabel de York após sua vitória na Batalha de Bosworth e o início do período Tudor.
- The Spanish Princess, série de oito episódios produzida pela Starz e renovada para uma segunda temporada. A série se baseia na vida de Catarina de Aragão, os últimos anos do reinado e vida de Henrique VII, e seu casamento do Henrique VIII.
- Reign (série de TV).